# Подведённая энергия
Подведённая эне́ргия — совокупность энергии, прошедшей всю цепочку превращений первичной энергии.
Энергия, используемая конкретным конечным потребителем, является продуктом цепочки превращений первичных энергоресурсов. Например, автомобиль на водороде в качестве подведённой энергии использует водород, но этот водород чаще всего производится с помощью электроэнергии, производимой, в свою очередь, почти исключительно из угля и нефти. В этом случае водород — это источник подведённой энергии для автомобиля, а уголь или нефть — первичные энергоресурсы.
Преобразование первичных энергоресурсов в подведённую энергию также приводит к загрязнению окружающей среды. Например, производство электроэнергии из угля является значительным источником парниковых газов. Таким образом, автомобиль на водороде, использующий горючее, произведённое с помощью гидроэлектроэнергии или электроэнергии атомных электростанций по существу меньше загрязняет окружающую среду парниковыми газами, тогда как в подавляющем большинстве случаев электроэнергия производится из угля, и подобные автомобили в итоге выбрасывают больше парниковых газов из-за преобразования первичных энергоресурсов.
В энергетическом балансе каждой страны подведённая энергия включает в себя все виды продаваемых энергоресурсов (транспортное горючее, электроэнергию), а также самопроизводящиеся энергоресурсы, в том числе тепловое использование солнечной энергии.